# Nannosalarias nativitatis
Nannosalarias nativitatis es una especie de pez de la familia Blenniidae en el orden de los Perciformes.

## Morfología
• Los machos pueden llegar alcanzar los 5 cm de longitud total.

## Reproducción
Es ovíparo.

## Hábitat
Es un pez de mar y de clima tropical y asociado a los  arrecifes de coral que vive entre 4-12 m de profundidad.

## Distribución geográfica
Se encuentra desde la Isla de Navidad hasta Samoa, las Islas Ryukyu, el sur de la Gran Barrera de Coral, Tonga y Pohnpei  (Micronesia ).